# Stanchfield (Minnesota)
Stanchfield es un lugar designado por el censo ubicado en el condado de Isanti en el estado estadounidense de Minnesota. En el Censo de 2010 tenía una población de 118 habitantes y una densidad poblacional de 85,64 personas por km².

## Geografía
Stanchfield se encuentra ubicado en las coordenadas 45°39′45″N 93°10′55″O / 45.66250, -93.18194. Según la Oficina del Censo de los Estados Unidos, Stanchfield tiene una superficie total de 1.38 km², de la cual 1.38 km² corresponden a tierra firme y (0.19%) 0 km² es agua.

## Demografía
Según el censo de 2010, había 118 personas residiendo en Stanchfield. La densidad de población era de 85,64 hab./km². De los 118 habitantes, Stanchfield estaba compuesto por el 99.15% blancos, el 0% eran afroamericanos, el 0% eran amerindios, el 0.85% eran asiáticos, el 0% eran isleños del Pacífico, el 0% eran de otras razas y el 0% pertenecían a dos o más razas. Del total de la población el 0% eran hispanos o latinos de cualquier raza.